# Aude (Estonie)
Pour les articles homonymes, voir Aude.
Aude (Auda en allemand) est un village estonien de la commune de Nissi dans la région d'Harju, à l'est de Tallinn.
Aude se trouve en lisière de la Réserve naturelle Orkjärve.
Au 31 décembre 2011, il compte 17 habitants.